# Gjakmarrja

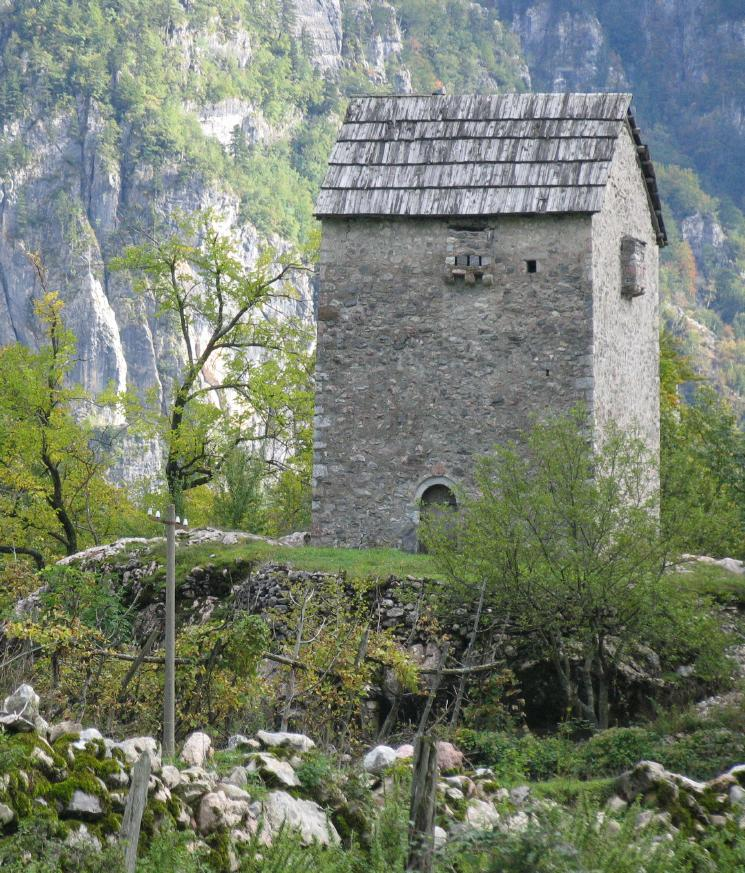
Un turn fortificat (kullë) folosit ca un refugiu pentru oamenii implicați într-un conflict sângeros. Theth, nordul Albaniei.

Gjakmarrja (literalmente „a lua sânge”, adică „conflict de sânge”) sau Hakmarrja („răzbunarea”) se referă la obligația socială de a comite o crimă în scopul de a salva onoarea pusă la îndoială de o crimă petrecută mai devreme sau ca urmare a unei umiliri morale. Această practică este în general văzut ca fiind conformă cu codul social albanez, cod cunoscut sub numele de Kanuni am Lekë Dukagjinit, sau pur și simplu Kanun.
Până în 1940, aproximativ 600 de cazuri, potrivit surselor, au existat împotriva Regelui Zog I. A existat o creștere de cazuri Gjakmarrja în părți îndepărtate ale Albaniei (cum ar fi în nord) și în Kosovo din cauza lipsei controlului statului care a urmat prăbușirii comunismului. În Kosovo, cele mai multe cazuri de Gjakmarrja au dus la împăcarea părților la începutul anilor 1990, ca urmare a unei mișcări pe scară largă de a duce la sfârșitul acestor acte de răzbunare, mișcare condusă de Anton Çetta. Cea mai mare adunare de reconciliere a avut loc la Verrat e Llukës pe 1 mai 1990, adunare care a avut între 100.000 și 500.000 de participanți. În 1992 campania de reconciliere a dus la oprirea a cel puțin 1.200 de acte de răzbunare, iar în 1993 nicio crimă nu a avut loc în Kosovo.
Comitetul Helsinki pentru Drepturile Omului din Albania consideră că un motiv pentru existența acestor acte de răzbunare este funcționarea deficitară a sistemului judiciar al țării. Mulții albanezi vedeau instanțele ca fiind corupte sau ineficiente și au preferat autoguvernarea oferită de aderarea la Kanun.
Ismet Elezi, profesor de drept la Universitatea din Tirana, consideră că, în ciuda aprobării răzbunării de către Kanun, există reguli stricte privind modul în care aceasta poate fi efectuată. De exemplu, sunt interzise răzbunările contra femeilor, copiilor și a persoanelor în vârstă. Alții cred că Kanun pune accent pe reconciliere și pe procesul de instaurare a păcii, și că interpretarea aleatorie a normelor sale este responsabilă pentru adevărata vărsare de sânge.
Scriitorul albanez Ismail Kadare consideră că Gjakmarrja nu este doar un fenomen albanez, ci unul caracteristic Balcanilor. Romanul său Aprilie spulberat (în albaneză Prilli i Thyer) explorează efectele sociale ale unei dușmănii de sânge dintre două familii proprietare. Un film brazilian, adaptare cinematografică a romanului, intitulat În spatele soarelui (portugheză Abril Despedaçado) a mutat acțiunea din zonele rurale din Albania în cele din Brazilia, dar a lăsat multe teme neatinse. Filmul americano-albanez, Iertarea sângelui , de asemenea, se ocupă cu consecințele unui conflict de sânge dintr-o familie aflată într-o zonă la distanță de o zi de Albania.